# Rus' (narod)
Rus' (ruski, ukrajinski, bjeloruski: Русь) bili su ranosrednjovjekovna etnička skupina u Istočnoj Europi. Sredinom 800.-ih bili su raspoređeni oko Novgoroda. Dominirali su tim područjem više od stotinu godina. Po njima su nastali nazivi država Rusije i Bjelorusije. Mnogi vođe Rus' imali su skandinavska imena, kasnije i skandinavska i slavenska imena. Varjaški Rusi iz Novgoroda, pomiješale su se s Kijevskim Slavenima i postali su poznati kao Kijevska Rus'. 
Većina zapadnih znanstvenika vjeruje, da su oni etnička skupina Varjaga, konkretno iz Pomorja. Prema npr. Ruskoj kronici, sastavljenoj oko 1113. godine, Rusi su se preselili iz Pomorja. Njihov vođa zvao se Rurik. Kasnije je Rurikov rođak Oleg zauzeo Kijev, osnovavši Kijevsku Rus'. Potomci Rurika bili su vladajuća dinastija Rus'a (nakon 862.). U kontroverzi se to naziva "normanističkim" pogledom. Postoje i oni koji vjeruju, da su Rusi došli iz Švedske.
Antinormansko gledište je, da su Rusi bili slavenski narod s juga Kijeva. U prilog ovoj teoriji istaknuto je, da nekoliko rijeka ima slična imena. Primjer je to rijeka Ros, koja je pritoka rijeke Dnjepar. 
Priča iz Ruske kronike kaže, da su se kijevski Slaveni međusobno borili. Kako bi uspostavili red, pozvali su legendarnog varjaškoga Rus'a Rurika, da im bude vođa. Ovo je još jedno područje kontroverze. Jedna škola mišljenja prihvaća izvještaj Ruske kronike o normanskom porijeklu naroda Rus'a. Suprotno mišljenje kaže da su Skandinavci odigrali malu ulogu u stvaranju Kijevske Rusi, već da su jednostavno angažirani od strane Slavena da ih zaštite. Od 1990-ih postojala je daljnja kontroverza oko toga tko je, Rusija ili Ukrajina, imao bolju tvrdnju da potječe od knezova Kijevske Rusi. Od raspada SSSR-a ruski povjesničari nisu prisiljeni prihvatiti antinormansku teoriju.
U povijesti područje Kijeva raslo je i proširivalo se. Kijevska država trajala je stotinjak godina, sve do oko 972. Između 839. i 1043. Baltički Slaveni udružili su se s južnoslavenskim narodima, da bi nastalo novo društvo. Ime Rus 'počelo je značiti za nove udružene narode. Vođe Rus'a imali su baltoslavenska imena čak i u 10. stoljeću. 